# Waldburg-Wurzach

Stemma di Waldburg

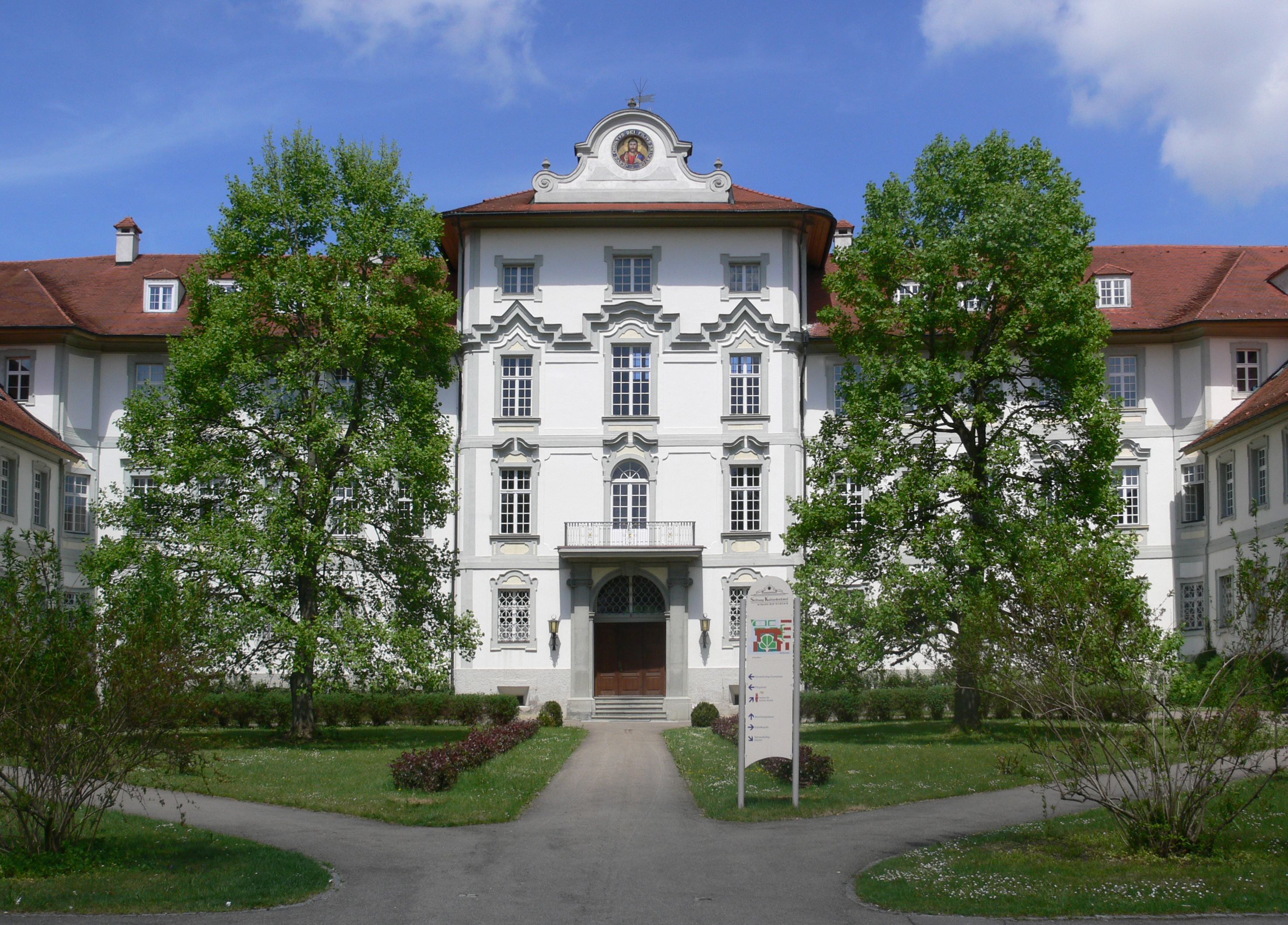
Il palazzo di Bad Wurzach

Waldburg-Wurzach fu una Contea del Sud-Est del Baden-Württemberg, in Germania, situata attorno a Wurzach (a circa 15 chilometri a ovest di Bad Waldsee). Waldburg-Wurzach derivò da una partizione del Waldburg-Zeil. Waldburg-Wurzach fu una Contea sino al 1803, quando venne elevata a principato per poi essere annessa al Württemberg nel 1806. 

## Regnanti di Waldburg-Wurzach

### Conti di Waldburg-Wurzach (1674–1803)
- 1674–1700: Sebastian Wunibald
- 1700–1734: Ernst Jackob
- 1734–1781: Franz Ernst
- 1781–1803: Eberhard I

### Principi di Waldburg-Wurzach (1803–1806)
- 1803–1806: Eberhard I (1730–1807)

## Principi di Waldburg-Wurzach (dopo la mediatizzazione)
- 1806-1807: Eberhard I (1730–1807)
- 1807-1861: Leopold (1795-1861)
- 1861-1865: Karl (1825-1907), abdica
- 1865-1903: Eberhard II (1828-1903)

Estinzione della casata in linea maschile; passaggio dei titoli ai Waldburg-Zeil